# Adrienna Jenkins
Adrienna Jenkins (Kauai, Hawái; 22 de julio de 1981) es una artista marcial mixta estadounidense que ha competido en la división de peso pluma de Bellator MMA.

## Carrera
Jenkins debutó en las artes marciales en 2004, en WEC 9 - Cold Blooded contra Keri Scarr. Ganó por descalificación tras recibir una patada hacia arriba y un rodillazo ilegales. Jenkins luchó contra Alisa Cantwell en XFO 3 y perdió en el primer asalto por sumisión debido a los puñetazos. Regresó rápidamente un mes después de someter a Shelby Walker en HOOKnSHOOT - Evolution 2.
Jenkins permaneció invicta desde el 6 de noviembre de 2004 hasta el 10 de febrero de 2007, con un récord de 10 victorias y una derrota. Su racha terminó cuando se enfrentó a Kelly Kobold. Jenkins se recuperó rápidamente de la derrota ganando sus siguientes 7 peleas con una de esas victorias sobre Bellator MMA y Invicta Fighting Championships Sarah Schneider en la primera ronda del Gran Premio de Peso Gallo Femenino de la FCF.
Jenkins se enfrentó a Jan Finney en semifinales, donde perdió por decisión dividida. Jenkins sustituyó a Finney en la final del torneo después de que la FCF la liberara para que pudiera luchar en Strikeforce. Adrienna se enfrentaba ahora a la futura veterana de la UFC Shayna Baszler en la final del Gran Premio. Perdió por sumisión en el primer asalto.
Jenkins perdió su tercer combate consecutivo cuando se enfrentó a Tonya Evinger en RW 8 - Cage Supremacy, lo que supuso el abandono del deporte por parte de Jenkins.
Jenkins se enfrentó a Tonya Evinger en un combate de contendientes número uno en Raging Wolf 8: Cage Supremacy el 17 de julio de 2010. Perdió el combate por TKO en el segundo asalto.
Jenkins regresó tras un paréntesis de cinco años para enfrentarse a Kelsey Jorgenson. Ganó por nocaut técnico en sólo 27 segundos.

### Bellator
Jenkins debutó en Bellator MMA en el show en Bellator 137, donde se enfrentó a la luchadora australiana Arlene Blencowe, que perdió por nocaut técnico en el primer asalto.
Jenkins regresó en Bellator 141 contra Lissette Neri. Ganó por nocaut técnico en el primer asalto.

## Récord en artes marciales mixtas
| Resultado | Récord | Oponente             | Método                      | Evento                                                     | Fecha                    | Ronda | Tiempo | Localización |
| --------- | ------ | -------------------- | --------------------------- | ---------------------------------------------------------- | ------------------------ | ----- | ------ | ------------ |
| Victoria  | 19–6   | Lissette Neri        | TKO (puñetazos)             | Bellator 141                                               | 28 de agosto de 2015     | 1     | 2:38   | Temecula     |
| Derrota   | 18–6   | Arlene Blencowe      | TKO (puñetazos)             | Bellator 137                                               | 15 de mayo de 2015       | 1     | 4:08   | Temecula     |
| Victoria  | 18–5   | Kelsey Jorgenson     | TKO (puñetazos)             | Gladiator Challenge - California State Championship Series | 11 de abril de 2015      | 1     | 0:27   | San Jacinto  |
| Derrota   | 17–5   | Tonya Evinger        | TKO (codazos y puñetazos)   | RW 8 - Cage Supremacy                                      | 17 de julio de 2010      | 2     | 3:16   | Salamanca    |
| Derrota   | 17–4   | Shayna Baszler       | Sumisión (armbar)           | Freestyle Cage Fighting 42                                 | 2 de junio de 2010       | 1     | 2:12   | Shawnee      |
| Derrota   | 17–3   | Jan Finney           | Decisión (split)            | Freestyle Cage Fighting 40                                 | 27 de marzo de 2010      | 3     | 5:00   | Shawnee      |
| Victoria  | 17–2   | Sarah Schneider      | Sumisión (rear-naked choke) | Freestyle Cage Fighting 39                                 | 30 de enero de 2010      | 2     | 3:07   | Shawnee      |
| Victoria  | 16–2   | Krista Stufflebeem   | TKO (puñetazos)             | Extreme Challenge 137                                      | 17 de octubre de 2009    | 1     | 1:06   | Iowa         |
| Victoria  | 15–2   | Sarah Patterson      | Sumisión (armbar)           | MFC 8 - Ultimate Outlaws                                   | 14 de agosto de 2009     | 1     | 1:36   | Iowa         |
| Victoria  | 14–2   | Sarah Oriza          | Sumisión (rear-naked choke) | The Cage Inc. - Battle at the Border 2                     | 12 de junio de 2009      | 1     | 1:03   | Hankinson    |
| Victoria  | 13–2   | Jessica Nickerson    | Sumisión (puñetazos)        | Extreme Challenge 127                                      | 25 de abril de 2009      | 1     | 0:51   | Iowa         |
| Victoria  | 12–2   | Constance Griffiths  | TKO (puñetazos)             | MFC 3 - Outdoor War                                        | 16 de agosto de 2008     | 1     | 1:53   | Centerville  |
| Victoria  | 11–2   | Akulina Kvokov       | TKO (puñetazos)             | MCF 3 - Contagious                                         | 5 de mayo de 2007        | 1     | 0:37   | Iowa         |
| Derrota   | 10–2   | Kelly Kobold-Schmitz | Sumisión (puñetazos)        | NFF - The Breakout                                         | 10 de mayo de 2007       | 1     | 3:26   | Mineápolis   |
| Victoria  | 10–1   | Brook Scott          | Sumisión (puñetazos)        | Royalty Fight Night 2                                      | 10 de febrero de 2007    | 1     | 0:30   | Emmetsburg   |
| Victoria  | 9–1    | Heather Brade        | Sumisión (puñetazos)        | War Party Cage Fighting 4                                  | 11 de noviembre de 2006  | 1     | 0:27   | Marshalltown |
| Victoria  | 8–1    | Lindsay Franks       | TKO (puñetazos)             | Extreme Challenge 73                                       | 28 de octubre de 2006    | 1     | 0:46   | Davenport    |
| Victoria  | 7–1    | Samantha Smith       | Sumisión (armbar)           | FF 3 - Helena Havoc                                        | 9 de septiembre de 2006  | 1     | 0:56   | Helena       |
| Victoria  | 6–1    | Sonya Sargeant       | Sumisión (puñetazos)        | Greensparks - Full Contact Fighting 1                      | 19 de agosto de 2006     | 1     | N/A    | Clive        |
| Victoria  | 5–1    | Samantha Smith       | Sumisión (puñetazos)        | Extreme Challenge 69                                       | 22 de julio de 2006      | 1     | 2:07   | Davenport    |
| Victoria  | 4–1    | Amanda Marohl        | TKO (puñetazos)             | MCC 2 - Midwest Xplosion                                   | 8 de abril de 2006       | 1     | 1:00   | Des Moines   |
| Victoria  | 3–1    | Cindy Romero         | Sumisión (slam)             | UCS - Battle at the Barn 10                                | 10 de septiembre de 2005 | 1     | N/A    | Rochester    |
| Victoria  | 2–1    | Shelby Walker        | Sumisión (rear-naked choke) | HOOKnSHOOT - Evolution 2                                   | 6 de noviembre de 2004   | 1     | 1:27   | Evansville   |
| Derrota   | 1–1    | Alisa Cantwell       | Sumisión (puñetazos)        | XFO 3                                                      | 2 de octubre de 2004     | 1     | 1:17   | Lakemoor     |
| Victoria  | 1–0    | Keri Scarr           | TKO (puñetazos)             | WEC 9                                                      | 16 de enero de 2004      | 1     | N/A    | Lemoore      |